# Vicus von Güglingen

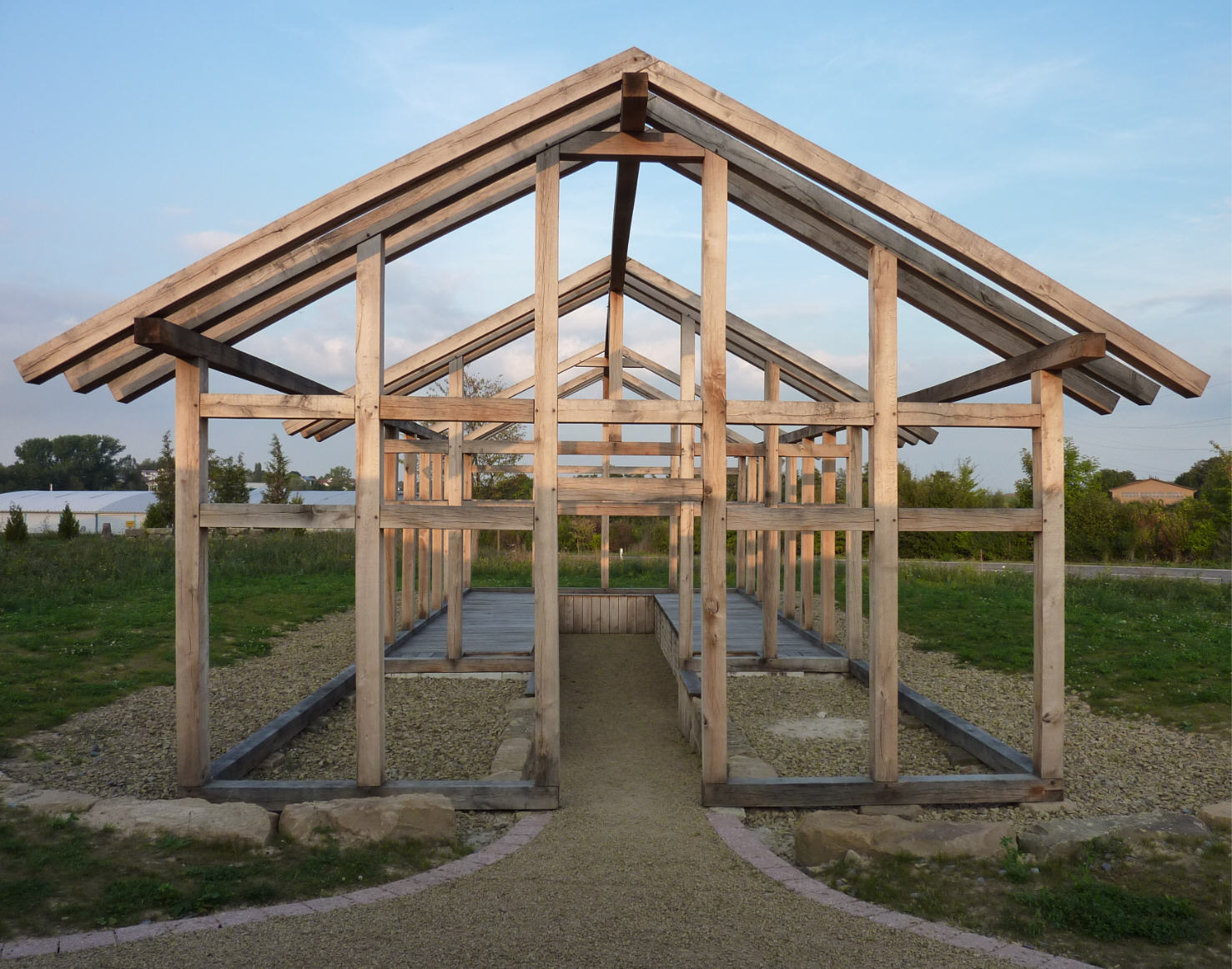
Nachbildung des Mithräum im Freilichtmuseum Güglingen

Der Vicus von Güglingen war eine römische dorfähnliche Siedlung (Vicus) im südlichen Ortsbereich von Güglingen, Baden-Württemberg.

## Name
Der Name des Vicus ist zwar nicht überliefert, doch der Flussname Zaber könnte einen Hinweis darauf liefern. Dieser wurde in Form eines Gaunamens als Zabernahgouwe erstmals schriftlich erwähnt und lässt einen ursprünglichen Namen Taberna vermuten. Hierbei handelt es sich um einen typischen Ortsnamen für römische Siedlungen mit der lateinischen Bedeutung „Schenke“. Orte mit diesem Namen waren beispielsweise das heutige französische Saverne und das antike Rheinzabern. Meist geht man davon aus, dass Taberna der Name des damaligen Verkehrsknotenpunkts in Meimsheim gewesen sein könnte, allerdings käme auch das römische Güglingen infrage.

## Lage

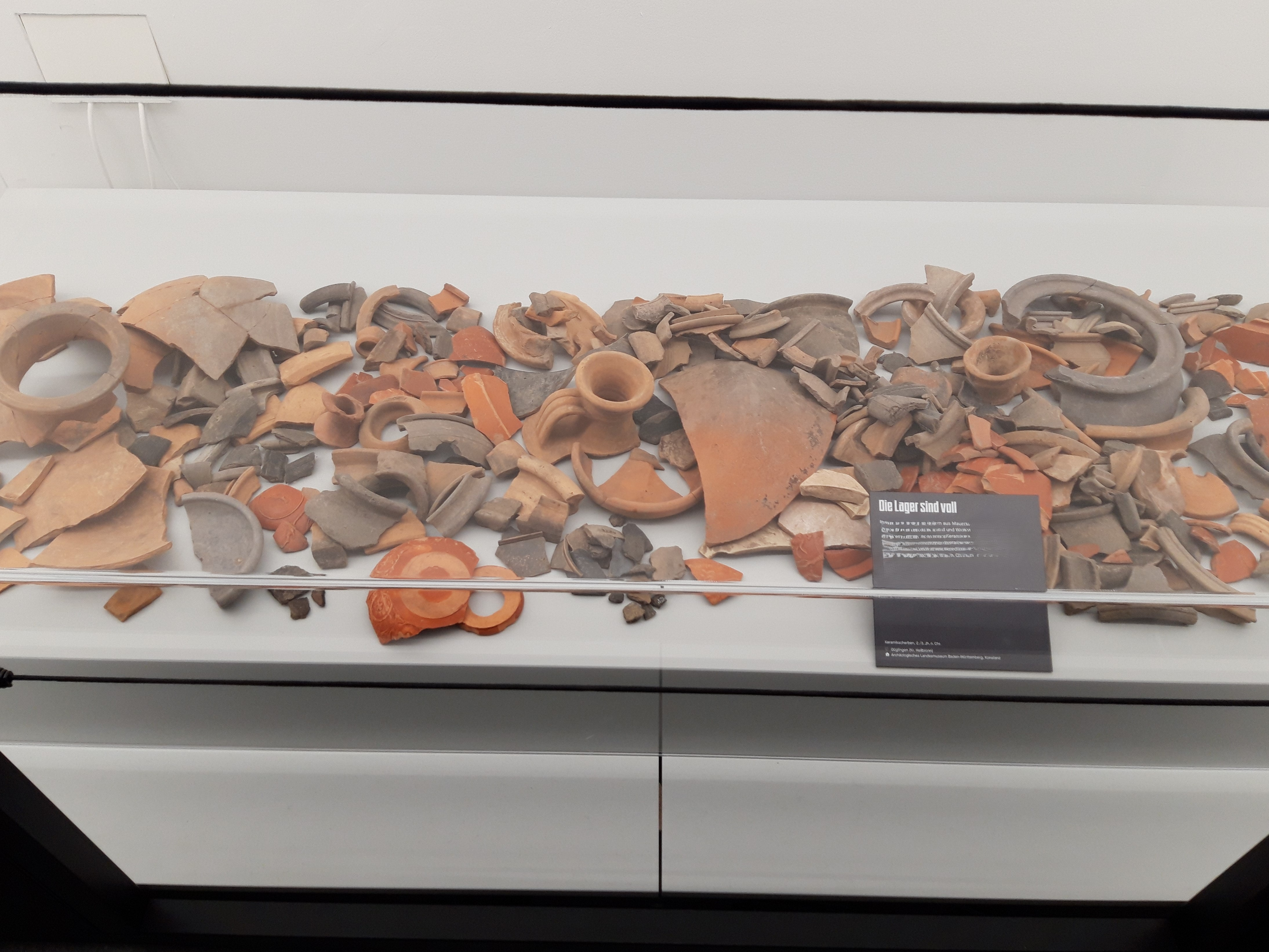
Römische Scherben aus Güglingen aus dem 2./3. Jahrhundert. Gefunden in einem Vorratskeller aus Mauerwerk.

Während der Römerzeit verlief wahrscheinlich eine Straße parallel zur Zaber entlang. Der Vicus lag an einer Abzweigung dieser Straße in Richtung Cleebronn/Bönnigheim, die wahrscheinlich zum Kastell Walheim führte.
Verwaltungspolitisch gehörte das Zabergäu zur Provinz Germania superior. Die Provinzen waren in Civitates unterteilt, Gebietskörperschaften, die meist Bezug zu Stammes- und Sippengemeinschaften nahmen. Zu welcher Civitas der Vicus von Güglingen gehörte, ist unsicher, allerdings vermutet man die Civitas Alisinensium mit dem Hauptort in Bad Wimpfen.

## Forschungsgeschichte
Der Flurname Steinäcker ist typisch für ehemalige römische Niederlassungen. Eine dort gefundene Münze des Kaisers Antoninus Pius (138–161) wurde 1792 an das Münzkabinett in Stuttgart verkauft. 1838 fand die erste Ausgrabung von Karl Eduard Paulus statt. Er stieß auf Grundmauern römischer Gebäude mit Estrichböden und Hypokausten, Töpferöfen, einen mit Schutt gefüllten Brunnen und Reste einer gepflasterten Straße. Der im Jahr 1841 gegründete Alterthumsverein im Zabergäu setzte die Forschungen auf den Steinäckern fort. Nach Paulus befand sich dort „eine nicht unbedeutende, aus zerstreuten Gebäuden angelegte römische Niederlassung, die sich über eine Fläche von über 150 Morgen [...] ausbreitete“. 150 württembergische Morgen entsprechen in etwa 47 Hektar, jedoch gehen heutige Archäologen eher von einer Siedlungsfläche von 10 Hektar aus. Nichtsdestotrotz wurde im ausgehenden 19. Jahrhundert die Fundstelle als ausgedehnter römischer Gutshof interpretiert, da römische Dorfsiedlungen damals noch unbekannt waren und ein militärischer Zusammenhang nicht angenommen werden konnte.
Bei der Grabung eines neuen Zaberbetts entdeckte man einen weißen behauenen Keupersandstein mit ausgehauenem Fuß und mit der Inschrift ƆNERIO I. D. S. (inferis Diis sacrum = den Göttern der Unterwelt geweiht). Nach einem Brand der Kirche fand man in den Grundmauern einen eingemauerten vierseitigen Altar mit den Abbildungen von Herkules, Minerva, Vesta und Mercurius.
Mit dem Bau einer Umgehungsstraße und dem Erschließen des Gewerbegebiets Ochsenwiesen/Steinäcker wurden 1999/2000 erste Notgrabungen durchgeführt. Erst hierdurch wurde der Fundplatz als römischer Vicus erkannt. Es folgte eine Ausgrabung des Landesdenkmalamts Baden-Württemberg unter Leitung von Andrea Neth in den Jahren 2001 bis 2005. Es wurde eine Fläche von 4,5 Hektar untersucht, womit der Vicus von Güglingen zu den am besten erforschten römischen Ansiedlungen in Südwestdeutschland gehört. Trotzdem gehen Schätzungen davon aus, dass die gesamte Ausdehnung der Siedlung bei etwa zehn Hektar lag.

## Archäologische Ergebnisse

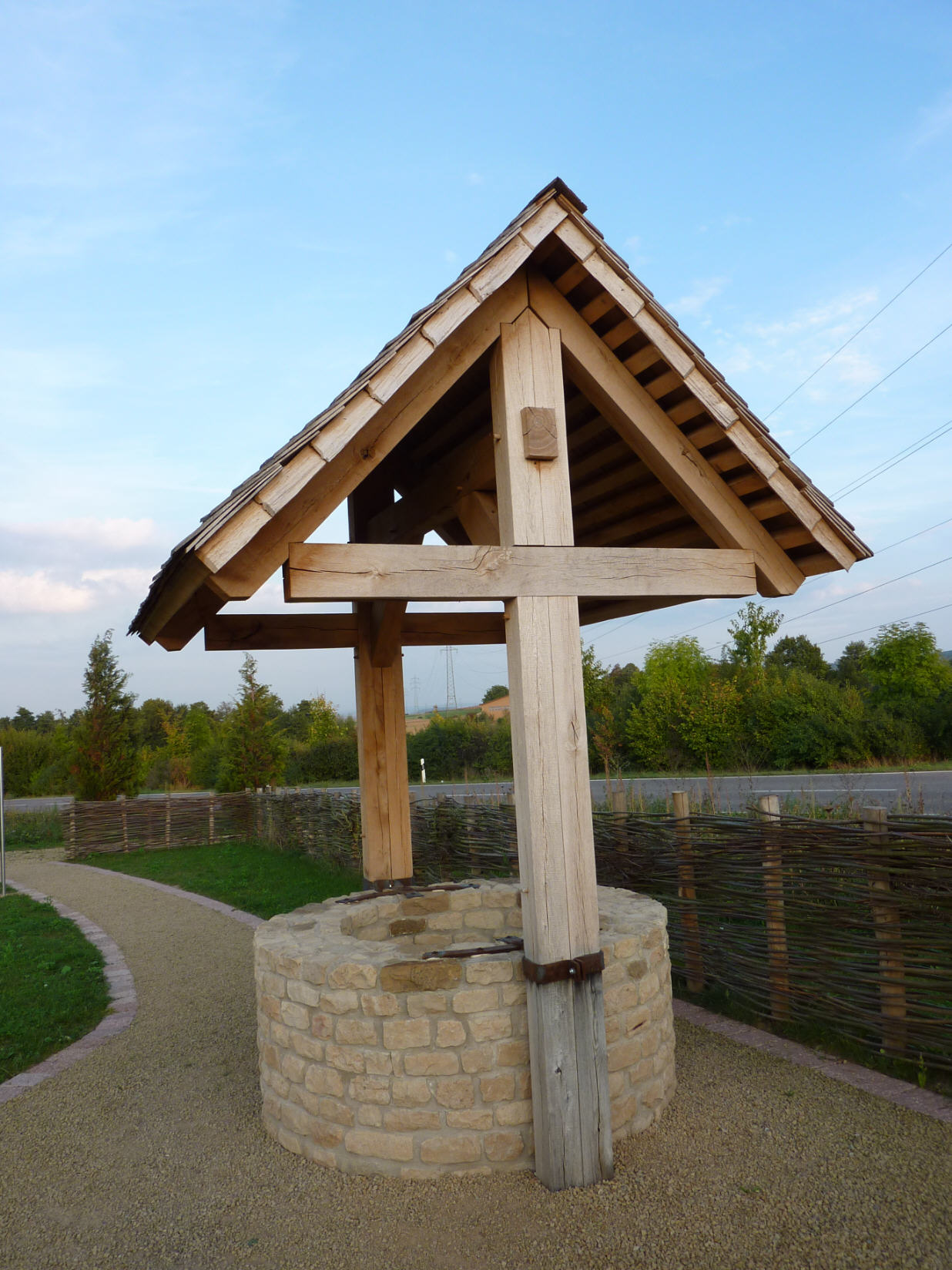
Brunnen in der Freilichtanlage

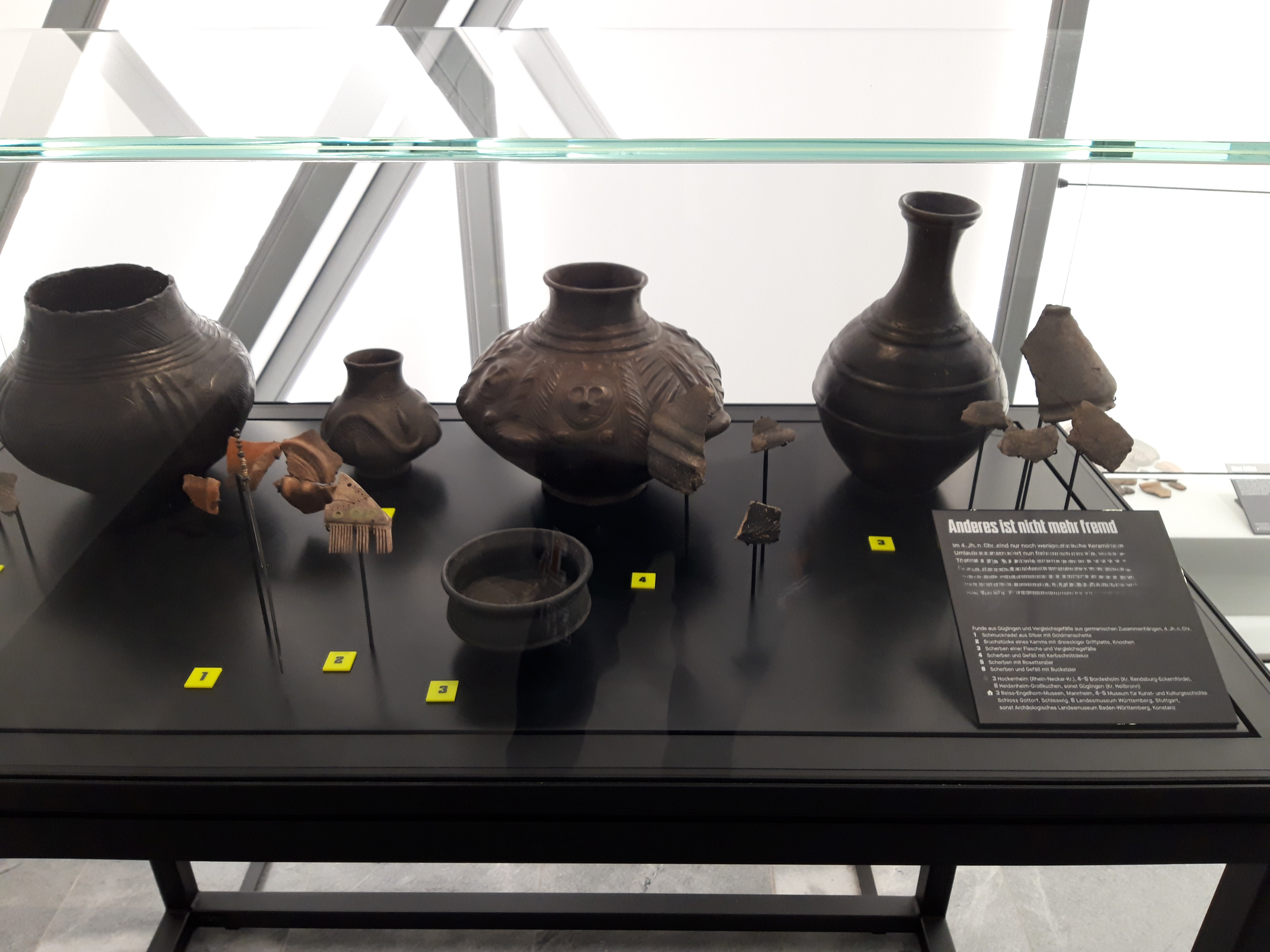
Funde aus dem 4. Jh. germanischer Machart

Vermutlich wurde der Ort zwischen 120 und 150 n. Chr. gegründet.
Die Siedlung war straßendorfähnlich aufgebaut. Die zentrale Straße verlief in Nord-Süd-Richtung und wies eine Breite von acht bis zehn Metern auf, die zusätzlich zu den Häusern platzartig erweitert war. Bei den Ausgrabungen konnten der nördliche, östliche sowie westliche Siedlungsrand bestimmt werden, lediglich das Ende des Vicus nach Süden hin ist nicht gesichert. Geschätzt wird eine gesamte Häuseranzahl von 50 bis 80. Wie bei römischen Dörfern üblich, handelte es sich bei diesen um Streifenhäuser, die mit der Giebelseite zur Hauptstraße zeigten und in Holzfachwerkbauweise errichtet wurden. Lediglich im südlichen Ortsbereich fanden sich einzelne Häuser, die auf Steinfundamenten erbaut wurden. Die Parzellen besaßen eine Breite von sechs bis zwölf Metern und eine Länge von 40 bis 80 Metern.
Am westlichen Ortsrand befand sich ein öffentliches Badegebäude mit einer Größe von 20 m × 30 m. Es besaß einen Umkleideraum, Frigidarium mit Wasserbecken, Sudatorium, Laubad und ein Caldarium. Zudem existierten hier ein Hof und eine Latrine mit Abwasserkanal. Am Ostrand hingegen lagen zwei Mithräen, die als religiöse Stätten für die Anhängerschaft des Mithras-Kultes dienten. Des Weiteren vermutet man ein Straßenheiligtum im Ortszentrum bei einer Kreuzung der Hauptstraße mit einer Nebenstraße. In diesem befanden sich mehrere Jupitergigantensäulen, ein Altar mit einer Genius-Weihung sowie eine lebensgroße Herkulesskulptur.
In den meisten Häusern befand sich ein Keller im vorderen Bereich, welcher entweder aus Stein oder holzverschalt gewesen sein konnte. Die Häuser wiesen an der Straßenfront einen
überdachten Fußgängerbereich auf, den sogenannten Porticus. In der hinteren Parzelle, dem Hofbereich, ließen sich unter anderem Latrinen, Brunnen, Abfallgruben oder Töpferöfen nachweisen. Die zehn ausgegrabenen Brunnen besaßen eine Tiefe zwischen 1,3 und 8 Metern und einen Durchmesser von etwa einem Meter. Hypokaustheizungen fanden sich lediglich in zwei Wohnräumen eines der Steingebäude.
Die Blütezeit der Siedlung war nach Mitte des 2. Jahrhunderts. Hierbei wurde auch vermehrt Stein als Baumaterial verwendet. Für das 3. Jahrhundert deutet sich ein wirtschaftlicher Niedergang an. In Anbetracht von Brandspuren in den Kellern dürfte der Ort in der Mitte des 3. Jahrhunderts zerstört und aufgegeben worden sein.
Sowohl am östlichen als auch am westlichen Ortsrand fanden sich Spuren einer alamannischen Siedlung. Zwei kleinere Holzbauten lagen nordwestlich des ehemaligen Badegebäudes, und nordöstlich des Mithräums II ließen sich drei Grubenhäuser und mehrere Abfallgruben nachweisen. Die germanischen Siedlungsspuren endeten schon im 5. Jahrhundert, und möglicherweise verlagerte sich die Siedlungstätigkeit in den Bereich des heutigen Güglingen. Neuere Forschungsansätze gehen davon aus, dass der alamannische Siedlungsbeginn nicht nach dem Limesfall um 260 n. Chr. lag, sondern dass sich germanische Kulturelemente bereits ab 200 n. Chr. im Vicus verbreiteten. Möglicherweise wurden diese germanischen Siedler für das römische Militär rekrutiert und blieben auch nach der römischen Herrschaft im Land.

## Römische Fundstellen in der Umgebung
Schon Eduard Paulus vermutete in Meimsheim einen wichtigen Verkehrsknotenpunkt von angeblich sechs römischen Straßen. In der Meimsheimer Kirche war zudem eine Inschrift für Kaiser Caracalla zu Ehren des Sieges über die Germanen im Jahr 213 n. Chr. eingemauert.
Das Zabergäu war äußerst dicht besiedelt. Nach aktuellen Schätzungen geht man von etwa 60–70 Gutshöfen aus. Bisher wurden von diesen zwei vollständig ausgegraben. Die Baureste der Villa rustica von Lauffen sind heute öffentlich zugänglich, während sich der Gutshof von Güglingen-Frauenzimmern als außergewöhnlich luxuriös erwies und nicht der in Süddeutschland typischen Eckrisalitvilla entsprach. Des Weiteren zählt der Fund der Jupitergigantensäule von Hausen an der Zaber beim Gutshof „Steinäcker“ im Jahr 1964 zu den bedeutendsten Steindenkmälern dieser Zeit in Baden-Württemberg.
Gemäß einer Legende soll auf dem Michaelsberg ein Luna-Tempel gestanden haben, welcher von Julius Caesar erbaut wurde. Der Archäologe Oscar Paret legte bei seinen Grabungen 1930 an der dortigen St.-Michaels-Kirche römische Mauerreste frei und ging davon aus, dass diese zu einem Tempel gehörten. Weitere Ausgrabungen am Michaelsberg folgten 1959, 1977 und 1978/79. Heute wird vermutet, dass sich auf der Kuppe des Berges eine römische Gutshofanlage befand.

## Römermuseum

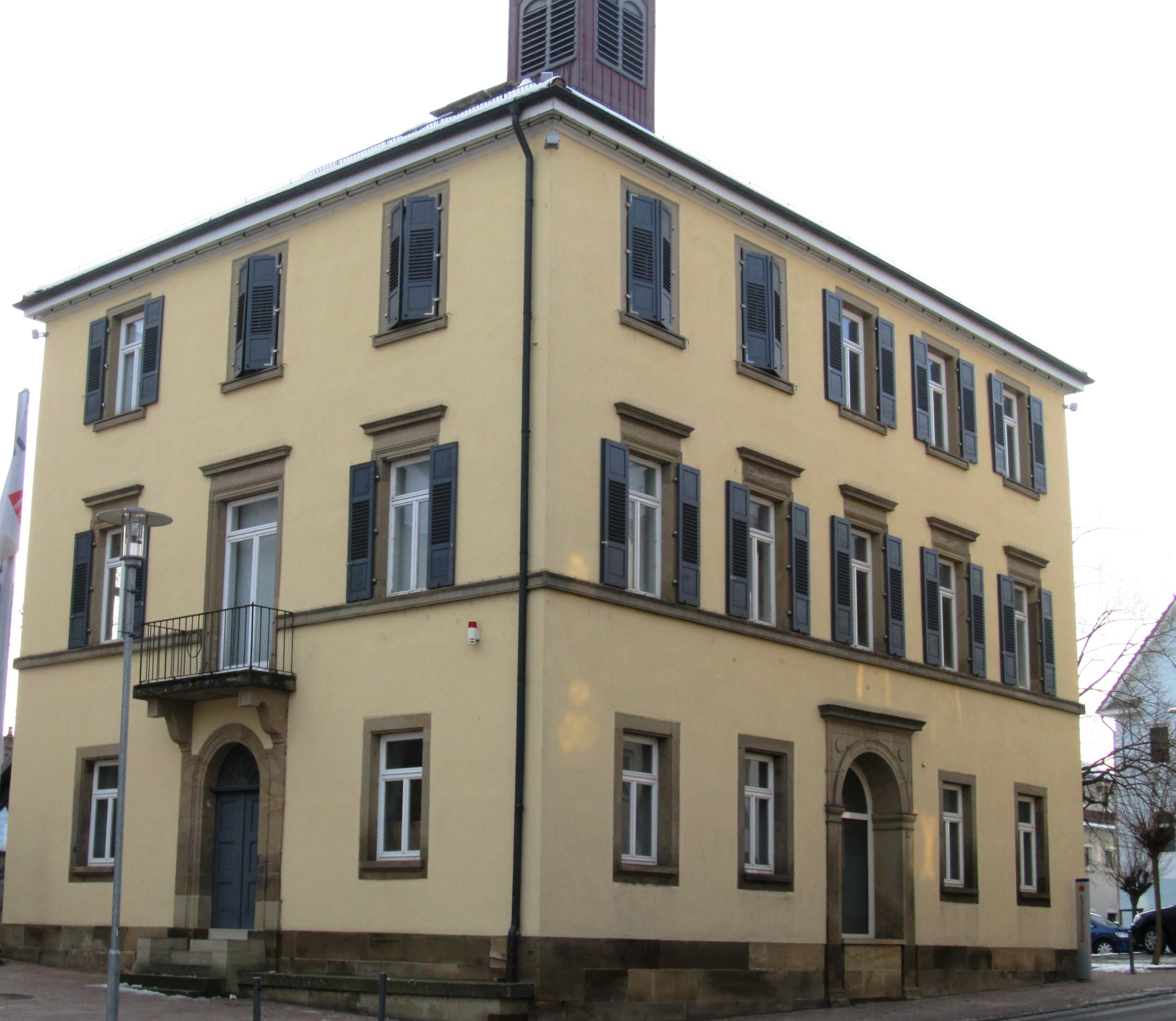
Altes Rathaus von Güglingen

siehe Hauptartikel: Freilichtmuseum Güglingen
Das alte Rathaus von Güglingen wurde zu einem Römermuseum umgebaut, das am 26./27. April 2008 eröffnet wurde. Die Funde sowie Rekonstruktionen und Modelle mit Bezug zur römischen Zeit von Güglingen und Umgebung sind auf drei Stockwerken verteilt. Am Originalstandort wurde ein Freilichtmuseum angelegt, wo Rekonstruktionen römischer Bauwerke errichtet wurden.